# Coupe des nations de rink hockey 1967
Navigation
Coupe des nations 1965 Coupe des nations 1968
La Coupe des nations de rink hockey 1967 est la 40e édition de la compétition. La coupe se déroule en mars 1967 à Montreux, après une année interruption.

## Déroulement
La compétition se compose d'un championnat à six équipes. Chaque équipe jouant une rencontre contre les cinq autres.

## Résultats
| Rang | Équipe      | Pts | J | G | N | P | Bp | Bc | Diff |  | Résultats   |  |     |     |     |      |     |
| ---- | ----------- | --- | - | - | - | - | -- | -- | ---- |  | ----------- |  | --- | --- | --- | ---- | --- |
| 1    | Espagne     | 15  | 5 | 5 | 0 | 0 | 34 | 5  | +29  |  | Espagne     |  | 7-0 | 3-2 | 2-1 | 15-2 | 7-0 |
| 2    | Montreux HC | 13  | 5 | 4 | 0 | 1 | 23 | 20 | +3   |  | Montreux HC |  |     | 5-3 | 3-2 | 9-6  | 6-2 |
| 3    | Pays-Bas    | 10  | 5 | 2 | 1 | 2 | 21 | 16 | +5   |  | Pays-Bas    |  |     |     | 5-5 | 4-2  | 7-1 |
| 4    | Italie      | 8   | 5 | 1 | 1 | 3 | 16 | 20 | -4   |  | Italie      |  |     |     |     | 6-5  | 2-5 |
| 5    | Belgique    | 7   | 5 | 1 | 0 | 4 | 20 | 38 | -18  |  | Belgique    |  |     |     |     |      | 5-4 |
| 6    | Allemagne   | 7   | 5 | 1 | 0 | 4 | 12 | 27 | -15  |  | Allemagne   |  |     |     |     |      |     |

## Classement final
| Classement | Équipe      |
| ---------- | ----------- |
|            | Espagne     |
|            | Montreux HC |
|            | Pays-Bas    |
| 4          | Italie      |
| 5          | Belgique    |
| 6          | Allemagne   |

| Vainqueur du tournoi de Montreux 1967 |
| ------------------------------------- |
| Espagne 6e                            |